# HD 125612 b
HD 125612 b è un pianeta extrasolare scoperto nel 2007 che orbita attorno alla stella HD 125612, una nana gialla con caratteristiche simili al Sole, situata a 172 anni luce dalla Terra.

## Caratteristiche
Il pianeta è un gigante gassoso con una massa minima 3 volte quella di Giove. Essendo stato scoperto con il metodo della velocità radiale, solo la massa minima è conosciuta, in quanto con questo metodo non è possibile sapere l'inclinazione orbitale del pianeta. 

### Parametri orbitali e abitabilità
Orbita ad una distanza media di 1,37 UA, dentro la zona abitabile della propria stella madre, quindi una esoluna orbitante attorno a questo pianeta potrebbe avere acqua liquida in superficie, anche se l'eccentricità orbitale è piuttosto elevata e l'insolazione è molto differente quando si trova nel punto più vicino alla stella rispetto a quando si trova all'apoastro, il punto più lontano. La temperatura d'equilibrio infatti, senza tener conto di un eventuale effetto serra atmosferico, è mediamente di 242 K, ma varia da 205 a 337 K da apoastro a periastro, anche in presenza di venti che permettano uno scambio di calore su tutta la superficie. Il variare delle condizioni climatiche nell'arco di tempo che occorre per effettuare una rivoluzione (un anno e mezzo) attorno alla stella, potrebbe di fatto impedire che la superficie di un'eventuale esoluna possa essere abitabile.